# Шабинский, Леонид Захарович
Леонид Захарович Шабинский (25.03.1942 - 201.) — мастер машинного доения коров совхоза «Первухинский» («Первухинськый») Богодуховского района Харьковской области. Герой Социалистического Труда (10.02.1975), лауреат Государственной премии СССР за выдающиеся достижения в труде.
Окончил зоотехническое отделение сельскохозяйственного техникума. С 1960 г. дояр (15 коров в групе при ручной дойке), затем мастер машинного доения коров Карловского отделения совхоза «Первухинский» («Первухинськый») Богодуховского района Харьковской области.
Досрочно, за 4 года, выполнил задания и личные социалистические обязательства девятой пятилетки, в 1974 году от 40 коров надоил по 5605 кг молока, а в 1975 году от 50 коров — по 5720 кг (при трёхразовом доении), и занял 1-е место в области. Применял машинное додаивание коров, за счёт чего повысил жирность получаемого молока.
Герой Социалистического Труда (10.02.1975). Награждён орденом Трудового Красного Знамени.
Делегат XXVI съезда КПСС.
Заочно окончил Харьковский зооветеринарный институт. Продолжал работать дояром до 2000 года.
Герой документального фильма Харьковского телевидения «Эффект Шабинского».
Умер в с. Карловка не ранее 25 марта 2017 года, когда отметил 75-летие (возможно - в июне 2019 года).